# مقلية محللة للتربينات الأحادية
مقلية محللة للتربينات الأحادية (الاسم العلمي: Alcaligenes defragrans) هي نوع من البكتيريا، سلبية الغرام، تتبع المقلية.